# Älskling på vågen
För andra betydelser, se Älskling på vågen (olika betydelser).
Älskling på vågen är en svensk dramafilm från 1955 i regi av Schamyl Bauman. I huvudrollerna ses Sickan Carlsson och Karl-Arne Holmsten.

## Om filmen
Filmen premiärvisades den 22 juli 1955 på biograf Royal i Stockholm. Den spelades in 1954 vid Sandrew-Ateljéerna i Stockholm med exteriörer från bland annat Bromma flygplats, Djurgårdsbrunnsviken, Skansen, Ulricehamns järnvägsstation, Norrköpings central och Björkskärs skärgård i Värmdö av Göran Strindberg och Sven Nykvist. Skådespelaren John Botvid gör här sin sista filmroll sittande med en stor håv i en båt i Stockholms ström. 
Filmen har visats i SVT, bland annat i oktober 2018.

## Roller i urval
- Sickan Carlsson – Ingrid Billberg, journalist på Expressen
- Karl-Arne Holmsten – John Evert Hansson alias Jack Harris, amerikansk filmstjärna
- Erik "Bullen" Berglund – Xenophon B Mayflower, producent
- Barbro Hiort af Ornäs – Miss Linda Loy, hans sekreterare
- Jan Molander – Fred Lindberg, reklamchef
- Gösta Cederlund – Sebastian, Expressens chefredaktör
- Sigge Fürst – Alfred Billberg, kriminalkommissarie, Ingrids far
- Sten Mattsson – Freds bror, pressfotograf
- John Botvid – Gustafsson, håvfiskare
- Karl-Erik Forsgårdh – Roland Hobson
- Eric Gustafsson – poliskommissarien på Dalarö
- Alf Östlund – landsfiskalen
- Barbro Flodquist – journalist
- Helge Hagerman – kriminalare
- Axel Högel – bangårdsarbetare på Stockholms central
- Stig Johanson – bangårdsarbetare på Stockholms central

## Musik i filmen
- Listen Little Lady, kompositör Kai Gullmar, text Pim-Pim, sång Karl-Arne Holmsten och Sigge Fürst